# أسامة شربي
أسامه عبد المحسن شربي (1 يوليو 1944 -) هو رجل أعمال مصري ومن قيادات جماعة الإخوان المسلمين.

## حياته ونشأته
ولد في 1 يوليو 1944، حصل علي بكالوريوس الزراعة من جامعة الإسكندرية في 1966، وحصل علي دبلوم الدراسات العليا في نبات القطن في 1974 من كلية الزراعة في جامعة الإسكندرية. عمل مديرًا عامًا لشركة إيجليكا للسياحة.
- والده هو عبد المحسن شربي، مدير عام التعليم في محافظة الغربية سابقاً، وهو من المؤسسين الأوائل لـجماعة الإخوان المسلمين، حيث التحق بالإخوان المسلمين عام 1936 وهو طالب في كلية الآداب في جامعة القاهرة. وعمل مع حسن البنا بالمركز العام مسئولاً بقسم الطلاب وعضو الهيئة التأسيسية، ورئيس المكتب الإداري لـجماعة الإخوان المسلمين في محافظة الفؤادية التي كانت تشمل محافظتي الغربية وكفر الشيخ وجزء من محافظة المنوفية[2]
- متزوج من ناهد محمد كمال، تخرجت من كلية الفنون والتربية، وعملت سابقاً كمدير بوزارة التربية والتعليم
- الأبناء:
  - محمد، ولد في 1 يناير 1972، حصل علي بكالوريوس الزراعة في 1996، ويعمل كرئيس لمجلس إدارة شركة إيجليكا للسياحة
  - رحاب، ولدت في 1 أغسطس 1973، حاصلة علي بكالوريوس الخدمة الاجتماعية

## مسيرته
- أمين عام وعضو مجلس إدارة نقابة الزراعيين بالأسكندرية منذ عام 1992 وحتى الآن
- رئيس لجنة الرحلات بنقابة الزراعيين بالأسكندرية
- شارك وأعد المؤتمرات العلمية التي أقامتها نقابة الزراعيين للمساهمة في الاقتصاد الوطني
- عضو لجنة التنسيق بين النقابات المهنية بالأسكندرية
- عضو جمعية عين جالوت منذ 1978 وحتى الآن
- عضو لجنة السياحة الدينية بغرفة شركات السياحة
- رئيس مجلس إدارة جمعية عبد الرحمن بن عوف منذ 1975 حتي 1995
- نائب رئيس مجلس إدارة جمعية شباب العلم والإيمان 1972 حتي 1975

## محاكمته
- اعتقل أسامة شربي سنة 2006 في العرض الرياضي في جامعة الأزهر لقيادات الإخوان المسلمين المرقمة بـ 2 لسنة 2007 وقضت المحكمة ببراءته بعد 16 شهر من المحاكمة.